# 軽重率
軽重率（けいちょうりつ）とは、誤差論で用いられる測量用語。測定値の信用度を示す重みである。測定回数に比例し、測定距離に反比例する。
ある測定量を数回測定したとき、最も真の値に近い値を最確値というが、最確値は布巻尺と鋼巻尺といった使用器具が違い測定条件が異なる場合に、軽重率を考慮し、次の式で表される。
最確値  {\textstyle {M}_{o}}= （{\textstyle {P}_{1}}/1 ＋ {\textstyle {P}_{2}}/2 ＋ … ＋ {\textstyle {P}_{n}}/n）/（{\textstyle {P}_{1}} ＋ {\textstyle {P}_{2}} ＋ … ＋{\textstyle {P}_{n}}）{\textstyle =\sum {\mathit {P}}_{n}{\mathit {l}}_{n}}　/  {\textstyle {P}_{n}}
このとき、 {\textstyle {P}_{n}}：軽重率  {\textstyle {l}_{n}}：測定値 